# Malcata
Malcata is een plaats (freguesia) in de Portugese gemeente Sabugal en telt 351 inwoners (2001).